# Френкель, Лев Яковлевич
Лев Яковлевич Френкель (1872 или 1873 — 1943, Москва) — российский шахматист, переводчик.
Лев Френкель родился в семье бухгалтера Товарищества сахарных заводов в Минской губернии. В 1892 году окончил гимназию в Одессе, в 1898-м — отделение естественных наук физико-математического факультета Киевского университета. С июня 1900 года стал заведовать исследовательским отделом Химико-бактериологического института Ф.М. Блюменталя в Москве. В 1907 году семья Френкель проживали в Омске, где Лев Яковлевич работал в химико-бактериологической лаборатории.

## Семья
- Жена: Софья Ильинична
- Сын: Илья (1903—1994)

## Переводы
- 1936 — Рафаэлло Джованьоли «Спартак»

## Спортивные результаты
| Год       | Город           | Турнир                                    | +  | − | = | Результат | Место |
| --------- | --------------- | ----------------------------------------- | -- | - | - | --------- | ----- |
| 1900/1901 | Москва          | 2-й Всероссийский турнир                  | 7  | 5 | 5 | 9½ из 17  | 7     |
| 1911      | Санкт-Петербург | Всероссийский турнир сильнейших любителей |    |   |   |           | 17—18 |
| 1912      | Екатеринбург    |                                           | 14 | 0 | 0 | 14 из 14  | 1     |
| 1915      | Москва          |                                           |    |   |   |           | [ 4 ] |